# Урочище Огиб
Урочище Огиб —  комплексный памятник природы регионального значения. Расположен в Усть-Донецком районе Ростовской области.  Статус природного памятника Тузловские склоны получило согласно Постановление правительства Ростовской области от 15.05.2014 №349. 

## Описание

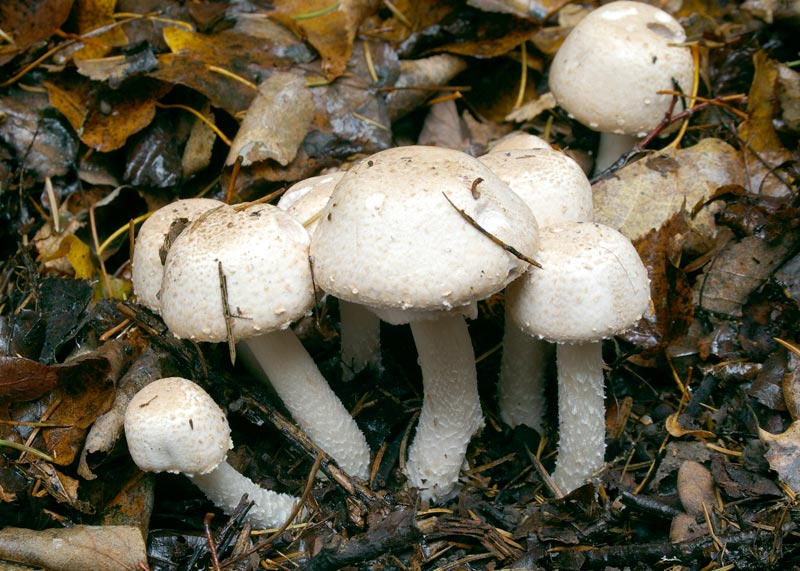
Шампиньон

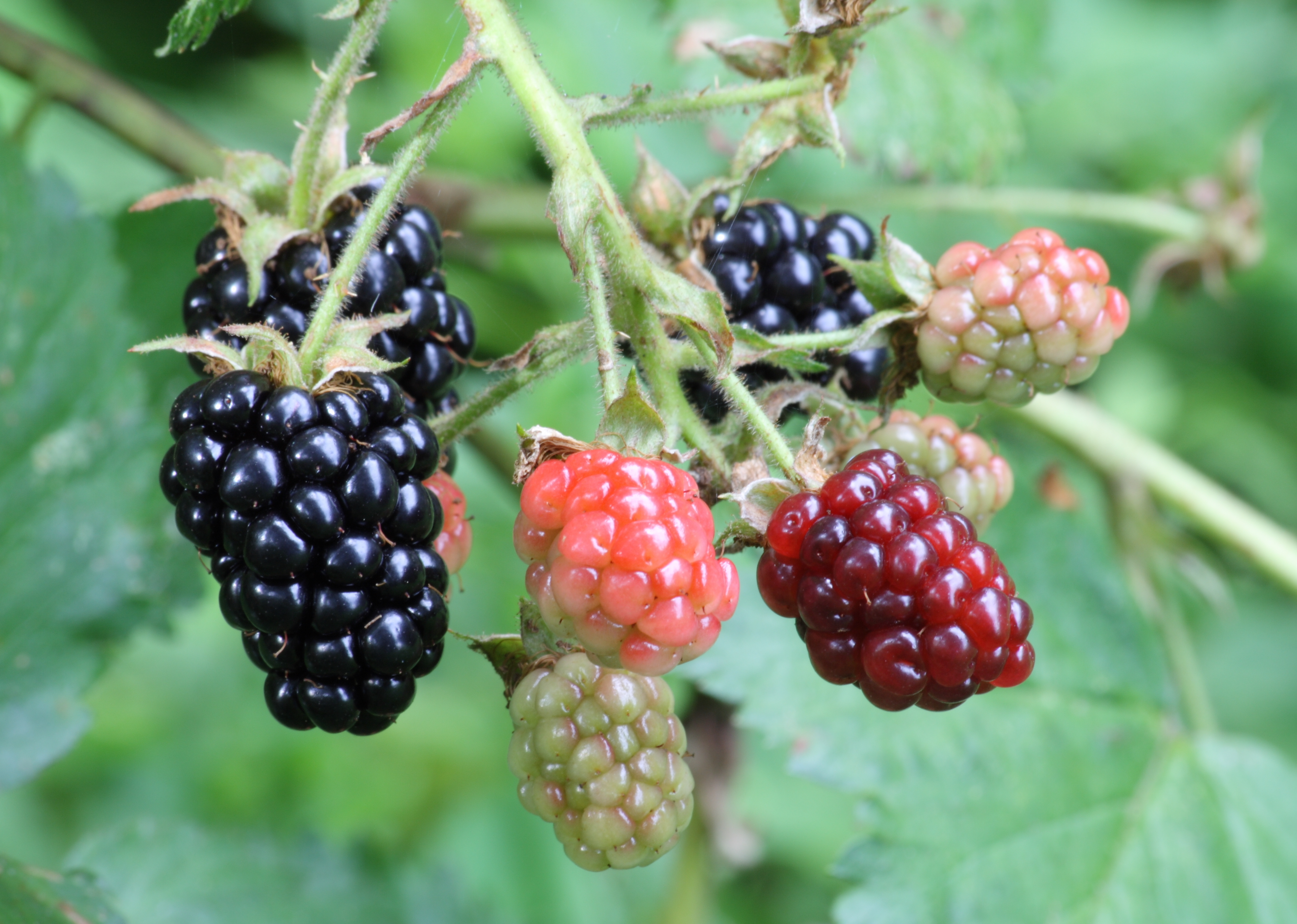
Ежевика

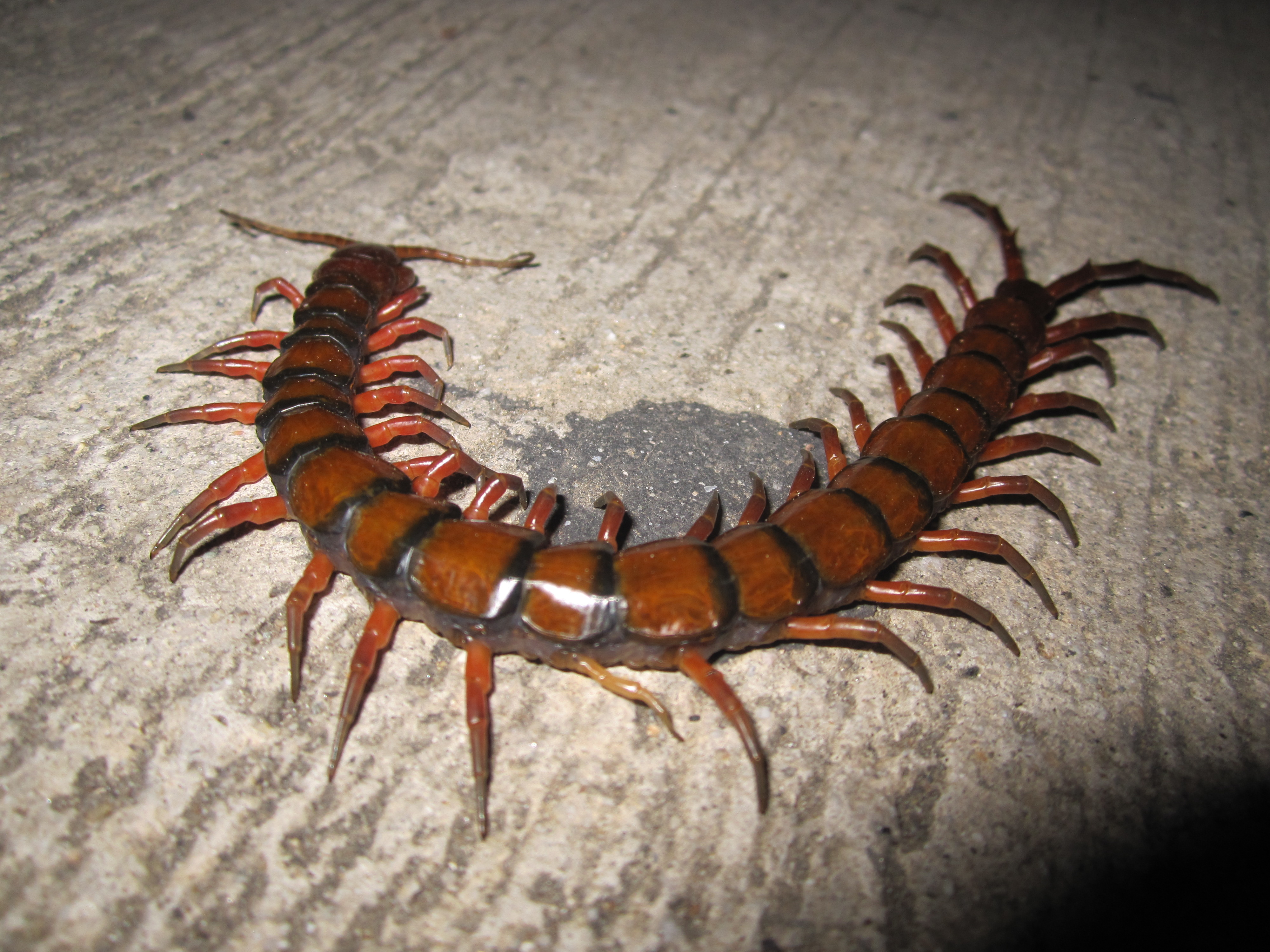
Сколопендра

Урочище Огиб является комплексным памятником природы регионального значения. Находится он в Усть-Донецком районе Ростовской области.  Статус природного памятника Тузловские склоны получило согласно Постановление правительства Ростовской области от 15.05.2014 №349. 
Памятник природы занимает территорию 48-го-53-го кварталов Нижне-Кундрюченского участкового лесничества Усть-Донецкого территориального отдела. Границы памятника природы с востока, севера и запада проходят по берегу реки Северский Донец (кроме территорию базы отдыха). С юга граница проходит по территориям посёлка Огиб.
Урочище "Огиб" представляет собой пойменный лес с лесными породами из дуба, вяза, клёна, тополя и ольхи. Здесь находится значительное видовое разнообразие растительного и животного мира. Встречаются виды растений и животных, занесённые в Красную книгу Ростовской области.
В урочище растут редкие и занесённые в Красную книгу Ростовской области растения. К ним относятся: энтолома сизо-белая, гриб шампиньон превосходный, сальвиния плавающая, калужница болотная и др.
Основными лесообразующими  породами деревьев урочища являются дуб чересчатый и берест.  На территории памятника природы произрастают тополь белый, клён ясенелистный, ива плакучая. Из кустарников распространены крушина и тёрн. Надпочвенный покров формируют обычные виды растений: будра, гравилат, ежевика, крапива, злаки, разные виды луговых трав.
Здесь обитают животные пойменных лесов степной зоны: водяной и обыкновенные ужи, вяхирь, прыткая ящерица, пустельга, большая синица. Распространены млекопитающие: лисица обыкновенная, каменная куница, барсук, белогрудый ёж, землеройки, лесная мышь и др.
В Красную книгу Ростовской области занесены обитающие в Урочище Огиб: орлан-белохвост, филин, жук-олень, пчела-плотник, красотка блестящая, жужелица золотоямчетая, сколопендра кольчатая, эйзения промежуточная.
Общая площадь памятника природы составляет 533 гектара. На его территориях запрещена любая хозяйственная деятельность.